# Вале дел'Анджело
Ва̀ле дел'А̀нджело (на италиански: Valle dell'Angelo) е село и община в Южна Италия, провинция Салерно, регион Кампания. Разположено е на 620 m надморска височина. Населението на общината е 266 души (към 2010 г.).